# Ǫ

Ilustrace

Ǫ (minuskule ǫ) je písmeno latinky které se používá v navažištině, apačštině a některých dalších indiánských jazycích, a také v přepisu staroslověnštiny do latinky, nebo také v přepisech staré severštiny.
Původně bylo písmeno používáno ve starém norské abecedě k označení mezihlásky mezi a a o.